# Patscherkofel
Der Patscherkofel ist ein 2246 m ü. A. hoher Gipfel der Tuxer Alpen. Seine Lage wenige Kilometer südlich der Tiroler Landeshauptstadt Innsbruck macht ihn zum Hausberg der Stadt.
Im Gemeindegebiet von Patsch am nordöstlichen Eingang des Wipptales zum Brenner gelegen, stellt der Patscherkofel mit seiner runden, unbewaldeten Kuppe die wohl markanteste Erhebung im Süden von Innsbruck dar. Auf dem Berg befindet sich der Sender Patscherkofel.

## Landschaft
Das Landschaftsschutzgebiet Patscherkofel-Zirmberg gehört zu den Tuxer Voralpen und liegt unmittelbar südlich von Innsbruck. Der Patscherkofel und die sich nach Osten fortsetzende Höhenkette bieten gute Ausblicke sowohl nach Norden über das Inntal und zur Nordkette als auch nach Süden in den zentralen Teil der Alpen.
Nachbargipfel des Patscherkofel sind die Viggarspitze (2306 m) und die Neunerspitze (2285 m). Der Nordabhang des Schutzgebietes senkt sich eher sanft zum Inntal, während die Südseite mit steilen bewaldeten Hängen zum Viggartal abfällt. Das Gipfelmassiv des Patscherkofel ist mit seiner waldfreien Kuppe weithin sichtbar und demonstriert in exemplarischer Weise die alpine Waldgrenze.
Der „Zirmberg“, ein alter Name für das ganze von dichten Zirbenwäldern bestandene Patscherkofel-Glungezer-Gebiet, wurde bereits 1942 als Naturschutzgebiet ausgewiesen. Neben den ausgedehnten Zirbenurwäldern, großen Latschenbeständen und Blockschuttfeldern weist dieses Gebiet eine sehr ursprüngliche Hochgebirgslandschaft mit Felstürmen und voreiszeitlichen Talresten auf.

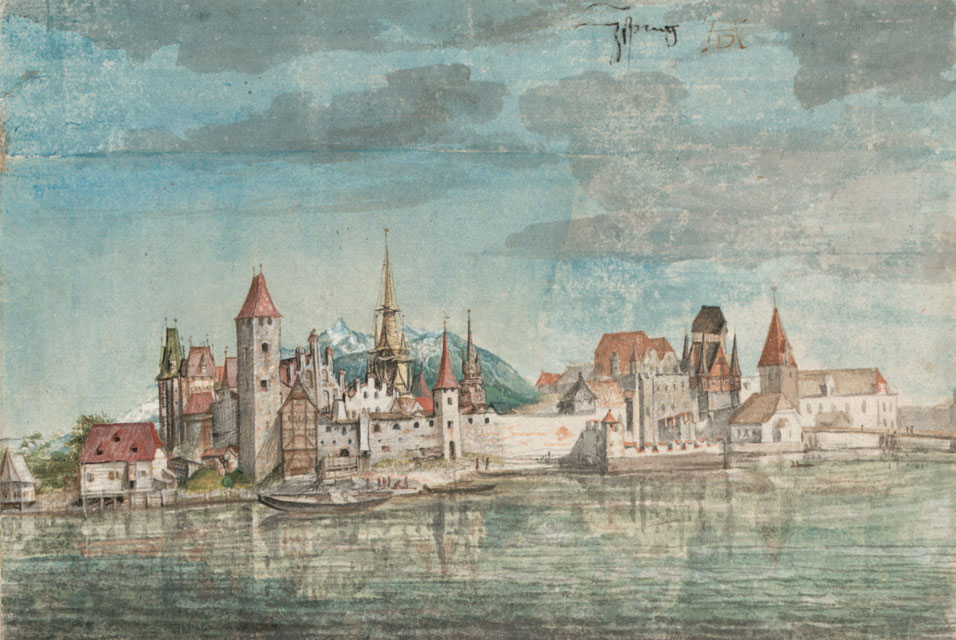
Innsbruck, Albrecht Dürer, 1494 (Aquarell, Graphische Sammlung Albertina, eine der ältesten realistischen Stadtansichten im deutschen Sprachraum)
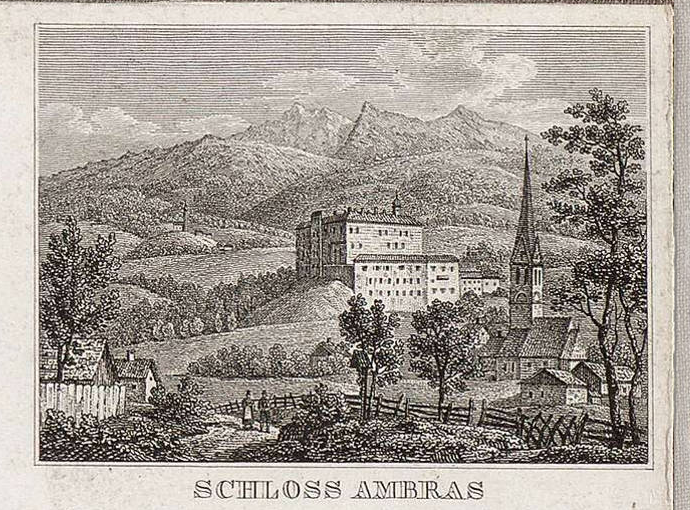
Schloss Ambras, 19. Jh. (unbek., aus einer Karte)

## Geologie
Der Nordabhang des Patscherkofels wird bis zu einer Höhe von etwa 1800 Meter aus den Gesteinen des Innsbrucker Quarzphyllit-Komplexes gebildet. Das sind niedriggradig metamorphe Gesteine aus paläozoischer Zeit, vor allem aus dem Silur. Tektonisch werden sie dem Unterostalpin zugeschrieben. Der Gipfel und der südliche Teil des Patscherkofels werden hingegen aus Gesteinen des Patscherkofel–Glungezerkristallins aufgebaut, das tektonisch einer höheren Einheit, dem Mittelostalpin zugerechnet wird. Der Bereich des Gipfels und knapp nördlich davon wird hauptsächlich aus Glimmerschiefern gebildet, während an den steilen Abhängen in Richtung Süden und Südosten vor allem Gneis vorkommt.
In geologisch jüngerer Zeit sind die Nord- und die Westseite des Patscherkofels von einer starken Abschiebungs- und Bruchtektonik überprägt worden. So ist die Kuppe des Grünbichls nördlich des Patscherkofels „nichts anderes als ein Stück abgesackter Patscherkofel“.

## Wetter
Auf der aerodynamisch günstig geformten, waldfreien Kuppe werden, wie auch auf dem ähnlich geformten Brocken, immer wieder enorme Windgeschwindigkeiten gemessen, vor allem bei Föhn. So waren es 177 km/h am 25. Dezember 2013 und 176 km/h am 11. Dezember 2017. Diese wurden von Föhnstürmen am 6./7. November 1997 mit 198 km/h und am 20. Oktober 2023 mit 197 km/h noch deutlich übertroffen. Die Messwerte der in 2252 m ü. A. Höhe befindlichen Wetterstation werden online veröffentlicht.

## Tourismus und Sport
Der Patscherkofel ist seit 1928 durch die Patscherkofelbahn, einer Luftseilbahn, mit Igls verbunden. Weiters kann man mit der Straßenbahn Linie 6 oder der Buslinie J von Innsbruck aus zur Talstation der Seilbahn fahren. Richtung Osten führt der Zirbenweg durch einen der größten und ältesten Zirbenbestände Europas. Direkt neben der Bergstation der Patscherkofelbahn befindet sich das 1887 erbaute Patscherkofelhaus des Österreichischen Alpenvereins. 2015 wurde im Gemeinderat Innsbruck ein grundlegender Neubau der Seilbahn beschlossen; die neue 10er-Gondel-Einseilumlaufbahn ist seit Dezember 2017 in Betrieb.
In unmittelbarer Gipfelnähe befindet sich die Gipfelstube, die aus der bereits vor dem Zweiten Weltkrieg bestehenden Gipfelhütte hervorgegangen ist.
Der höchstgelegene botanische Garten Österreichs – der Alpengarten Patscherkofel – liegt fünf Minuten von der Bergstation entfernt. Das zwei Hektar große Areal beherbergt 400 verschiedene Pflanzenarten, von denen viele unter strengem Naturschutz stehen.
Während der Olympischen Winterspiele 1964 und 1976 fanden die alpinen Abfahrtsläufe am Berg und die Bob- und Rodelwettbewerbe im Olympia Eiskanal Igls unterhalb des Berges statt.